# Championnats du monde de cyclo-cross 2004
Navigation
Édition précédente Édition suivante
Les championnats du monde de cyclo-cross 2004 ont lieu les 31 janvier et 1er février 2004 à Pont-Château, en France.

## Podiums

### Hommes
| Épreuves        | Or            | Argent          | Bronze              |
| --------------- | ------------- | --------------- | ------------------- |
| Élites          | Bart Wellens  | Mario De Clercq | Sven Vanthourenhout |
| Moins de 23 ans | Kevin Pauwels | Mariusz Gil     | Martin Zlámalík     |
| Juniors         | Niels Albert  | Roman Kreuziger | Clément Lhotellerie |

### Femmes
| Épreuves | Or                 | Argent            | Bronze            |
| -------- | ------------------ | ----------------- | ----------------- |
| Élites   | Laurence Leboucher | Maryline Salvetat | Hanka Kupfernagel |

## Classement des élites

### Hommes
| Pos.                               | Cycliste            | Pays     | Temps           |
| ---------------------------------- | ------------------- | -------- | --------------- |
| Médaille d'or, Coupe du Monde      | Bart Wellens        | Belgique | 1 h 02 min 19 s |
| Médaille d'argent, Coupe du Monde  | Mario De Clercq     | Belgique | —               |
| Médaille de bronze, Coupe du Monde | Sven Vanthourenhout | Belgique | +07 s           |
| 4.                                 | Daniele Pontoni     | Italie   | +21 s           |
| 5.                                 | Ben Berden          | Belgique | +24 s           |
| 6.                                 | Erwin Vervecken     | Belgique | +29 s           |
| 7.                                 | Francis Mourey      | France   | +38 s           |
| 8.                                 | Petr Dlask          | Tchéquie | +40 s           |
| 9.                                 | Michael Baumgärtner | Suisse   | +49 s           |
| 10.                                | Alessandro Fontana  | Italie   | + 1 min 09 s    |

### Femmes
| Pos.                               | Cycliste               | Pays        | Temps        |
| ---------------------------------- | ---------------------- | ----------- | ------------ |
| Médaille d'or, Coupe du Monde      | Laurence Leboucher     | France      | 43 min 06 s  |
| Médaille d'argent, Coupe du Monde  | Maryline Salvetat      | France      | +37 s        |
| Médaille de bronze, Coupe du Monde | Hanka Kupfernagel      | Allemagne   | +51 s        |
| 4.                                 | Ann Knapp              | États-Unis  | + 1 min 48 s |
| 5.                                 | Alison Dunlap          | États-Unis  | + 1 min 54 s |
| 6.                                 | Louise Robinson        | Royaume-Uni | + 2 min 02 s |
| 7.                                 | Marianne Vos           | Pays-Bas    | + 2 min 40 s |
| 8.                                 | Corinne Sempé          | France      | + 2 min 43 s |
| 9.                                 | Reza Hormes-Ravenstijn | Pays-Bas    | + 2 min 44 s |
| 10.                                | Birgit Hollmann        | Allemagne   | + 2 min 46 s |

## Classement moins de 23 ans
| Pos.                               | Cycliste              | Pays     | Temps       |
| ---------------------------------- | --------------------- | -------- | ----------- |
| Médaille d'or, Coupe du Monde      | Kevin Pauwels         | Belgique | 49 min 38 s |
| Médaille d'argent, Coupe du Monde  | Mariusz Gil           | Pologne  | +08 s       |
| Médaille de bronze, Coupe du Monde | Martin Zlámalík       | Tchéquie | +16 s       |
| 4.                                 | Sébastien Minard      | France   | —           |
| 5.                                 | Lukas Flückiger       | Suisse   | +18 s       |
| 6.                                 | Zdeněk Štybar         | Tchéquie | +25 s       |
| 7.                                 | Krzysztof Kuzniak     | Pologne  | —           |
| 8.                                 | Enrico Franzoi        | Italie   | —           |
| 9.                                 | Klaas Vantornout      | Belgique | +29 s       |
| 10.                                | Wesley Van Der Linden | Belgique | —           |

## Classement juniors
| Pos.                               | Cycliste            | Pays     | Temps        |
| ---------------------------------- | ------------------- | -------- | ------------ |
| Médaille d'or, Coupe du Monde      | Niels Albert        | Belgique | 40 min 33 s  |
| Médaille d'argent, Coupe du Monde  | Roman Kreuziger     | Tchéquie | +22 s        |
| Médaille de bronze, Coupe du Monde | Clément Lhotellerie | France   | + 1 min 29 s |
| 4.                                 | Clément Cid         | France   | + 1 min 47 s |
| 5.                                 | Petr Novotny        | Tchéquie | + 1 min 49 s |
| 6.                                 | Jan Škarnitzl       | Tchéquie | + 2 min 05 s |
| 7.                                 | René Lang           | Suisse   | + 2 min 10 s |
| 8.                                 | Thijs van Amerongen | Pays-Bas | + 2 min 44 s |
| 9.                                 | Damien Robert       | France   | + 2 min 46 s |
| 10.                                | Jonathan Lopez      | France   | —            |

## Tableau des médailles
| Rang | Nation    | Or | Argent | Bronze | Total |
| ---- | --------- | -- | ------ | ------ | ----- |
| 1    | Belgique  | 3  | 1      | 1      | 5     |
| 2    | France    | 1  | 1      | 1      | 3     |
| 3    | Tchéquie  | 0  | 1      | 1      | 2     |
| 4    | Pologne   | 0  | 1      | 0      | 1     |
| 5    | Allemagne | 0  | 0      | 1      | 1     |